# Mesonychia
Os Mesoniquídeos (“garras médias”) é uma ordem (ou clado) extinta de mamíferos carnívoros ungulados que são considerados próximos dos artiodátilos e das baleias. Primeiramente apareceram no Paleoceno médio mas entraram em declínio depois que o Eoceno terminou e foram extintos no Oligoceno superior. A ordem é referida por vezes pelo nome  Acreodi.

## Características
Os fósseis de mesoniquídeos são morfologicamente semelhantes aos lobos. Apresentam dentes molares triangulares incomuns, similares aos das cetáceos primitivos da classe Archaeoceti, com quem também partilham algumas características do crânio. Por esta razão, os cientistas consideraram por muito tempo que as baleias evoluíram dos mesoniquídeos. Estudos genéticos recentes revelaram porém, que os hipopótamos são os parentes vivos mais próximos das baleias.
Estritamente falando, o termo “mesoniquídeo” refere-se especificamente aos membros da família Mesonychidae, que inclui apenas o gênero Mesonyx. Do ponto de vista lato, mesonquídeo refere todos os membros do grupo, como o Andrewsarchus.
Estes “lobos com cascos” foram os predadores dominantes (embora diversos paleontólogos acreditem que eram necrófagos ou piscívoros) no Paleoceno inferior e ecossistemas do Eoceno na Europa (que era um arquipélago naquele tempo), Ásia (que era um continente isolado) e América do Norte.

## Criptozoologia
Os mesoniquídeos estão extintos, mas houve alegados registos visuais de predadores com cascos, nenhum deles confirmado. Um tal exemplo é a besta de Gévaudan [carece de fontes?].